# Attavante degli Attavanti
Gabriello di Vante, dit Attavante degli Attavanti (né en 1452 à Castelfiorentino et mort entre 1517 et 1525) est un enlumineur italien de la Haute Renaissance.

## Biographie
Il est originaire de la ville de Castelfiorentino où il serait né en 1452, le deuxième de six enfants de Gabriello di Vante et de Monna Bartola, issus d'une famille d'aristocrates toscans. Installé à Florence, il réside dans une maison Via Fiesolana à partir de 1491 puis possède une autre résidence dans le quartier de Santa Maria a Montici. Vasari l'évoque dans ses Vies des meilleurs peintres mais donne peu d'informations fiables sur son compte. 
Il a été dit qu'il a été l'élève de Francesco d'Antonio del Chierico, avec qui il travaille à la réalisation de la Bible de Frédéric de Montefeltro, vers 1476-1478, mais son œuvre montre très peu d'influence de ce dernier. Il a par contre probablement travaillé avec Andrea del Verrocchio, réutilisant plusieurs modèles ce peintre et Leonardo da Vinci, un temps collaborateur de ce dernier, a noué des liens d'amitié avec Attavante et indique dans ses notes qu'il lui a donné de l'argent.
La première œuvre attestée de sa main et de son atelier est le missel de Thomas James, daté de 1483-1484. Il commence alors à travailler pour de nombreux aristocrates et prélats de toute l'Italie et même d'Europe, produisant de nombreux ouvrages pour Matthias Corvin tout d'abord puis Laurent de Médicis et jusqu'au pape Léon X qui lui commande plusieurs missels pour la chapelle Sixtine. Il n'est connu que pour la réalisation de miniature, à l'exception de la fabrication de sphères célestes pour l'horloge de Lorenzo della Volpaia (it). Il aurait aussi appartenu à la commission d'artistes appelés pour juger de la réalisation du David de Michel Ange en 1504.

## Œuvres attribuées

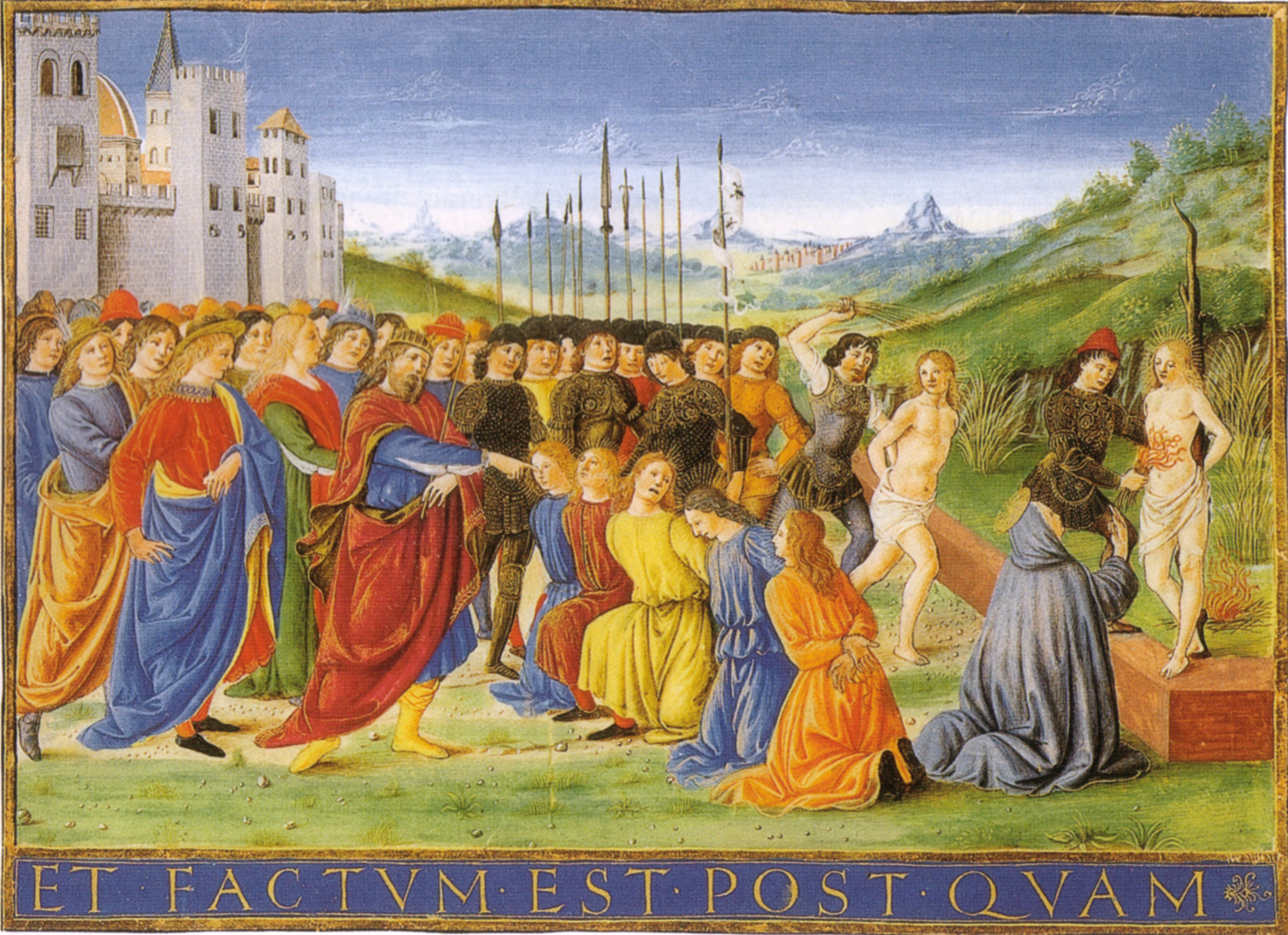
Martyre des sept fils Maccabées, Bible de Frédéric de Montefeltro, Urb. lat. 2, fol. 174v.

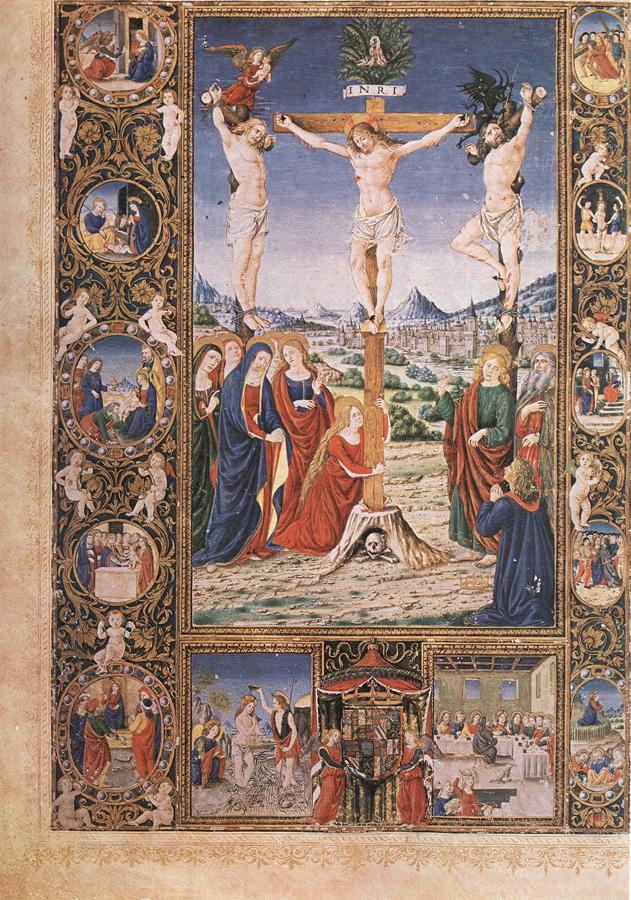
Missel de Matthias Corvin, Bruxelles

On lui doit notamment (à lui et à son atelier) :
- une partie des miniatures de la « Bible de Frédéric de Montefeltro » de la Bibliothèque vaticane, Ms. Urb. lat.1 et Urb. lat.2, ouvrage réalisé en 1476/78 (avec Francesco d'Antonio del Chierico) ;
- missel de Thomas James, évêque de Dol-de-Bretagne, ouvrage réalisé en 1483, conservé pour l'essentiel à la Bibliothèque municipale de Lyon, Ms. 5123, avec une miniature représentant une crucifixion détachée de l'ouvrage et conservée au musée du Havre ;
- missel de Matthias Corvin, 1485/87, conservé à la Bibliothèque royale de Belgique, Ms. 9008  ;
- Breviarium in Psalmos David de saint Jérôme, ouvrage réalisé en 1488 pour Matthias Corvin, BnF, Ms. lat. 16839 ;
- Lettres de saint Augustin, ouvrage exécuté pour Matthias Corvin entre 1485 et 1490, Vienne, Bibliothèque nationale autrichienne, Ms. lat. 653 ;
- De nuptiis Philologiæ et Mercurii de Martianus Capella, ouvrage exécuté pour Matthias Corvin entre 1485 et 1490 (Venise, Biblioteca Marciana, Marc. lat. XIV 35 [4054] ;
- Bréviaire de Matthias Corvin, réalisé entre 1487 et 1492, achevé après la mort du commanditaire
- Livre d'heures pour un membre de la famille Pitti-Taddei de’Gaddi, vers 1490-1500, Morgan Library and Museum, Ms.14[2]
- Bible de Belém (Biblia dos Jerónimos), en sept volumes, ouvrage exécuté de 1495 à 1497 pour le roi Manuel Ier de Portugal, conservé aujourd'hui à l'Institut Torre do Tombo.
- Heures de Laudomia de' Medici, vers 1500-1510, en collaboration avec  Giovanni Boccardi, Mariano del Buono di Jacopo et Stefano Lunetti, British Library, Londres, Yates Thompson 30[3]
- Missels pour La Chapelle Sixtine, commandé par Léon X, détruits, subsistant à l'état fragmentaire, au sein de plusieurs collections particulières
- Pontifical de Léon X, vers 1520, Morgan Library and Museum, Ms.H.6[4]
- Écrits de Cassiodore pour le pape Léon X, vers 1513-1520, Fondation Martin Bodmer, Cod. Bodmer 46[5]
- Statuts de la confraternité du saint Sauveur de Sancta sanctorum à Rome, en collaboration avec Matteo da Milano, vers 1517-1518, Archives d'État de Rome, Ms.1010[6]
- Dialogues de Platon, traduits par Marsile Ficin pour Laurent de Médicis, Bibliothèque Laurentienne, Pluteo 82.7[7]

Le plus gros client d'Attavante fut certainement le roi Matthias Corvin pour sa Bibliotheca Corviniana (qu'il voulait presque entièrement composée de manuscrits sur parchemin enluminés) : sur les 216 corvina considérés comme authentiques connus actuellement, 25 ont été enluminés par Attavante et son atelier ; ils sont conservés principalement à la Bibliothèque nationale autrichienne à Vienne, à la Biblioteca Estense à Modène, à la Bibliothèque Laurentienne de Florence (notamment, dans ce dernier cas, des volumes commandés par le roi juste avant sa mort en 1490 et jamais livrés).